# Asperula haphneola
Asperula haphneola là một loài thực vật có hoa trong họ Thiến thảo. Loài này được O.Schwarz mô tả khoa học đầu tiên năm 1934.